# 베어 트로피
베어 트로피(Vare Trophy)는 LPGA 여자프로골프선수들의 성적 중 그 해 평균타수가 가장 낮은 선수에게 주는 상. 1953년 최초의 수상자는 패티 버그로 75타였으며 1998년 안니카 소렌스탐이 69.99타를 기록, LPGA상 최초로 70타의 한계를 넘어선 골퍼로 기록됐다. 대한민국 선수로는 박세리 선수가 2003년에 수상했다.

## 같이 보기
- LPGA